# Ibrahim Maalouf
Ibrahim Maalouf  (en árabe: إبراهيم معلوف ) es un trompetista franco-libanés nacido el 5 de noviembre de 1980 en Beirut,  Líbano. De manera simultánea, compositor - especialmente de música para películas- además de arreglista, productor y profesor de trompeta e improvisación.
Su éxito se cimenta en mezclar distintos géneros musicales. En sus obras podemos escuchar desde jazz hasta música oriental  pasando por el rock, entre otras muchas fuentes de inspiración. En 2017 recibe el César a la Mejor Música Original por su trabajo en En los bosques de Siberia.

## Biografía

### Infancia y familia
Ibrahim Maalouf nace el 5 de noviembre de 1980 en el seno de una familia de artistas e intelectuales. Hijo del trompetista Nassim Maalouf y de la pianista Nada Maalouf, así mismo, sobrino del escritor Amin Maalouf y nieto del poeta, periodista y musicólogo Rushdi Maalouf.
En el momento de su nacimiento, el Líbano está en plena guerra civil. A causa de los bombardeos en Beirut, su familia no puede inscribirle en el registro civil antes del 5 de diciembre.
Su familia huye del Líbano e Ibrahim crece a las afueras de París junto a sus padres y su hermana Layla, dos años mayor que él. Estudia hasta los 17 años en el instituto Geoffroy-Saint-Hilaire, Étampes (Essonne), municipio situado a 50 km al suroeste de París. Opta por estudiar un bachillerato de tipo general científico, escogiendo la especialidad de matemáticas.

### Formación y comienzo de la carrera
Ibrahim Maalouf comienza los estudios de trompeta a la temprana edad de siete años junto a su padre: Nassim Maalouf, antiguo alumno de Maurice Andre en el Conservatorio Nacional Superior de Música y de Danza de Paris. Su padre le enseña tanto la técnica clásica como el repertorio barroco, clásico, moderno y contemporáneo. Igualmente, le transmite sus conocimientos de música árabe en su modalidad clásica, entre otras. Por último, Ibrahim aprende junto a su padre el arte de la improvisación.
Asimismo, Nassim Maalouf transforma una trompeta de cuatro pistones ofreciendo con ella la posibilidad de tocar los cuartos de tono, esenciales en la música árabe. A esta trompeta se le da el nombre de microtonal. Otra particularidad es que Ibrahim comienza desde muy joven a tocar la trompeta piccolo, el tipo de trompeta más pequeña. De esta manera, a la edad de nueve años, se une a su padre en una de sus giras a través de Europa y Oriente Medio tocando a dúo un variado repertorio barroco donde se incluirán piezas de Vivaldi, Purcell, Albinoni, etc. Tres años más tarde, tras su llegada a París desde Beirut, Ibrahim compone una canción que titulará homónimamente a esta ciudad, y acabará convirtiéndose en su “pieza fetiche”.
A los quince años, Ibrahim sobresale durante un concierto en el cual interpreta el "2o concerto brandebourgeois" de Bach. Por numerosos trompetistas este es considerado dentro del repertorio para trompeta clásica, como la obra más complicada de interpretar. Los profesionales se darán cuenta del ingenio del joven Maalouf y algunos años más tarde conocerá a Maurice Andre entre otros músicos de la misma talla, los cuales, le animan a que no abandone su carrera como trompetista. En marzo de 2002, Ibrahim todavía indeciso entre los estudios de arquitectura y los de música, decide de manera definitiva, consagrarse a la música.
Ibrahim Maalouf accede por concurso al CNR de París para una formación de dos años en la clase de Gerard Boulanger. Allí obtiene el Primer premio de trompeta y el 1o premio de música de cámara. En seguida logra entrar al CNSM de Paris, también por concurso, para realizar una formación musical de tres años en la clase de Antonio Curé. Finalmente, es aquí donde obtiene el Diploma de Estudios superiores musicales.
Durante estos cinco años de estudios se presenta a numerosos concursos nacionales, europeos e internacionales de trompeta clásica, con el objetivo de descubrir el máximo repertorio y desarrollar su técnica y cultura musical. De igual modo, entre 1999 y 2003, será galardonado en quince concursos a través del mundo, entre los cuales destacan: el primer premio del concurso Internacional de trompeta en Hungría, celebrado en Pilisvörösvár en el año 2001, el primer premio en el National Trumpet Compeition (Washington D. C.) también en 2001 y el segundo premio (ex æquo) en el concurso de trompeta Maurice-André en la ciudad de París en 2003. La fundación Cziffra y la Fundación Europea de la Cultura Pro-Europa, patrocinada por el príncipe de Dinamarca, le ayudaran igualmente a lanzar su carrera clásica a nivel internacional.
En 2003 participa improvisando un fragmento de varios minutos en la canción Anywhere on This Road del álbum The Living Road de la cantante Lhasa de Sela. Años más tarde, él mismo confiesa que gracias a la inspiración de Lhasa conseguiría encontrar el sonido que buscaba para su primer álbum Diásporas, lanzado en 2007.

### Inicios como líder
La música de su primer grupo, Farah, tiene unos tintes de jazz oriental bastante pronunciados. Maalouf se acompañará de un saxofón, un ney, una flauta travesera, un piano, un contrabajo, una guitarra, un buzuki e instrumentos de percusión árabes para componerla. La grabación de uno de sus conciertos con este grupo será difundida en varios canales musicales entre 2004 y 2005. El grupo lleva a cabo varios intentos dentro del estudio, pero ningún álbum finalmente será grabado.

### Década de 2010
El gran público en Francia le descubre el 14 de febrero de 2014 durante la ceremonia de los Victoires de la musique, retransmitido por France 2. Ibrahim será premiado en la categoría de Mejor Álbum de Música del Mundo por su quinto trabajo Illusions, suponiendo la primera obra instrumental recompensada en la historia de Victoires de la musique desde su creación en 1985.
Igualmente, en 2013, Ibrahim Maalouf compone casi la totalidad del álbum Funambule de Grand Corps Malade, y participa en el conjunto de su realización. A su vez, con su sello Mister Ibé, realiza y produce a la cantante-improvisadora sueca Isabel Sörling. su canción Something came with the sun.
El 8 de febrero de 2015, un evento será organizado en el salón “Musicora” con el propósito de batir un récord mundial de improvisación musical. Esta concentración de músicos de la cual participa Ibrahim, intenta a su vez, atraer la atención hacia dicha práctica excluida del sistema de educación musical de inspiración europea desde hace siglo y medio. Anteriormente, esta técnica será común a los distintos ámbitos de la música occidental; desde vocales hasta instrumentales pasando por religiosos, profanos, científicos y populares. En palabras de Ibrahim Maalouf, la técnica de improvisación es un elemento indispensable en lo referente a la música ya que de ella dependerá su renovación, puesto que desarrolla el lenguaje personal inherente a cada músico.
El 25 de septiembre de 2015, salen simultáneamente los álbumes Kalthoum, homenaje a la artista egipcia Oum Kalthoum (conocida también como el Astro de Oriente), y Red & Black Light, el cual contiene ocho composiciones originales. El trompetista organiza un concierto en homenaje a Oum Kalthoum en la Filarmónica de París seguido de dos giras diferentes con 140 fechas que le llevan de los Estados Unidos hasta Turquía y de Reino Unido a Egipto.
El 17 de noviembre de 2015, poco después de los atentados en Francia, es retenido por la policía en la estación ferroviaria de Paris-Norte; su pasaporte es confiscado como consecuencia de ser señalado como “Interpol positivo”. No obstante, debido a que dispone de su documento de identidad, le permiten continuar su viaje a Londres para dar un concierto.
Para celebrar sus diez años sobre el escenario, actuará a finales de 2016 en la sala Zenith de París y después en L ́AccorHotels Arena. A través de su página Facebook, Ibrahim propondrá a sus fanes la oportunidad de que seleccionen ellos el programa musical que interpretará para esa noche. Ese mismo año, el trompetista acabará tocando en un total de cien fechas.
El mítico productor Quincy Jones dará nota de su talento durante la actuación del trompetista en el Festival Internacional de Jazz de Montreal en la edición de 2017. Ibrahim se convierte en uno de los artistas predilectos del productor americano animándole regularmente a través de su productora Quincy Jones Productions con sede en Los Ángeles. Ese mismo año, Ibrahim es invitado a la inauguración musical del museo Louvre Abou Dhabi y formará parte del jurado para la elección de Miss Líbano en directo desde la LBC (televisión libanesa).

### Compromisos
El 13 de abril de 2011, a lo largo de una ceremonia organizada en la sede de la Unesco, Ibrahim Maalouf recibirá de manos de la directriz general de la UNESCO, Irina Bokova, el título de Joven artista que trabaja por el diálogo intercultural entre los mundos árabe y occidental.
El 15 de enero de 2015, tocará en el funeral del dibujante Tignous, víctima del atentado contra el periódico Charlie Hebdo una semana antes.
El 12 de noviembre de 2016, un año después de los atentados de París del 13 de noviembre de 2015, Ibrahim participará junto al músico británico Sting en el concierto de reapertura de la sala de espectáculos Bataclan.
En 2019, colaborará durante su gira con el grupo Haïdouti Orkestar con la compañía Aven Savore. Compañía de niños y jóvenes procedentes de los barrios marginales, residencias sociales y barrios populares al norte de Essonne.

### Condecoraciones
• 2015:Caballero de la orden nacional al mérito
• 2014: Caballero de la orden de las Artes y las Letras

### Enseñanza
Ibrahim Maalouf trabaja igualmente para hacer evolucionar la educación musical como profesor. El trompetista milita a favor de que se incluya la práctica de la improvisación en el seno de las escuelas de música, conservatorios y demás instituciones de enseñanza pública.
Entre 2006 y 2013, es profesor de trompeta en el CRR de Aubervilliers-La Courneuve sucediendo al pedagogo André Presles. Anuncia su dimisión en junio de 2013 debido, según una publicación en Facebook, a un desfase entre su visión y la visión de la dirección en cuanto a la práctica de la enseñanza de la música clásica en un conservatorio. El mismo año que renuncia, crea una nueva clase de improvisación únicamente destinada a estudiantes de música clásica, en el seno del Pôle Supérieur d'Enseignement de Paris - Boulogne.
Entre 2002 y 2012, Ibrahim es invitado regularmente por todo el mundo para dar clases magistrales y recitales, especialmente en los Estados Unidos, donde se asociará con la universidad del estado de Kansas. Esta asociación se verá interrumpida a causa de su dimisión en el CRR de Aubervilliers – La Courneuve.
Durante varios años, Ibrahim Maalouf es igualmente invitado para representar a Francia con motivo de la conferencia de ITG (International Trumpet Guild). La cual reúne anualmente trompetistas de todo el mundo para dar conciertos y clases magistrales.

## Estilo musical
Ibrahim Maalouf tiene la particularidad de tocar una trompeta de cuatro pistones (cuarto de tono), inventada por su padre en la década de 1960.
A lo largo de sus estudios en el CNSM de París, el trompetista acude con mayor frecuencia a escuchar los cursos de jazz que los cursos de clásica. Su formación autodidacta en el jazz ha sido principalmente infundida por sus experiencias en big band y en diversos grupos en los que participa. Toca además con bastante regularidad en los clubs de jazz parisinos, pero cambia habitualmente de formación en busca del sonido que en ese momento le interesa.
En el año 2000, Ibrahim conoce al productor Marc-Antoine Moreau, el cual le presentará al violonchelista Vincent Ségal. Este será el primero de un largo número de encuentros entre los dos músicos. Entre los años 2000 y 2007 Ibrahim comienza a tocar con una gran cantidad de músicos y cantantes mundialmente conocidos y empieza a producirles también. De esta manera seguirá descubriendo los secretos de su oficio sin dejar de buscar constantemente su propio sonido. El encuentro entre Ibrahim Maalouf y Lhasa de Sela en 2003, será para él una revelación y un punto de inflexión en su carrera como artista.
Sus colaboraciones con cantantes de pop y rock le harán descubrir otros mundos diferentes al jazz, la clásica o la música árabe. Es así como poco a poco Maalouf redirige sus composiciones hacia un universo más actual. En 2006, tras numerosas tentativas y
diversos experimentos musicales conoce a Alejandra Norambuena Skira (del Fondo de acción Sacem) que le presentará al productor Jean-Louis Perrier. Este último le ayuda a montar el grupo con el que tocará el 12 de febrero de 2006 en el club de jazz parisino New Morning, este concierto le posicionará definitivamente en la escena de jazz francesa.
El álbum, Myriad Road, de la cantante angloegipcia Natacha Atlas saldrá en noviembre de 2015. Compuesto y producido por Ibrahim Maalouf, se constituirá esencialmente de tonalidades jazzísticas. La cantante acerca de esta colaboración con el músico franco-libanés declarará: “Ya nos habíamos cruzado, pero no nos habíamos conocido realmente hasta que hablamos por primera vez hace tres años durante un concierto en Estambul del laudista Smadj, el cual también está en el álbum. Ambos somos el producto de un dualidad, a mitad de camino entre oriente y occidente, compartimos gustos en común por la música de Oum Kalthoum , de Fairuz o de los libaneses Soapkills”.

### Compositor
A partir de 1999, Ibrahim Maalouf compone tanto obras para trompeta y orquesta como música para películas. Al mismo tiempo compone y produce álbumes de jazz o de música pop entre otros géneros. Por último, colaborará con múltiples artistas provenientes de estilos muy diversos: Sting, Salif Keita, Amadou et Mariam, Marcel Khalifé, Lhasa De Sela, Matthieu Chédid, Juliette Gréco, Mark Turner, Larry Grenadier, Angel Parra, Vanessa Paradis, Vincent Delerm, Trilok Gurtu, Nguyen Lè, 20syl, etc.
Asimismo, Ibrahim Maalouf compone desde 1998 para diferentes formaciones clásicas. Tanto sus creaciones musicales para trompeta y orquesta como para orquesta solamente u otros tipos de agrupaciones, serán interpretadas con regularidad en numerosos festivales franceses tales como: La Primavera de Bourges o el festival de música de Saint Denis, donde la pieza “Point 33” fue creada con la Orquesta de cámara de París y la Maîtrise de Paris (estructura pedagógica dependiente del CRR de París). Más recientemente, con la obra “Parachute”, creada en 2015 en colaboración con la Orquesta Sinfónica de Bretaña, será la primera vez que una orquesta en su conjunto deba improvisar. Maalouf, en resumidas cuentas, compone desde una temprana edad alrededor de un estilo menos clásico de lo habitual.
En 2016, compone la música para la coreografía de “Brûlent nos cœurs insoumis”(“Quemar nuestros corazones insumisos”) de Christian y François Ben Aïm, creada en La Garance. En 2017 escribe la música para el espectáculo “Wade in the Water” de la compañía 14:20 de Clément Debailleul y Raphaël Navarro.

### Música para películas
Igualmente, Ibrahim Maalouf compone para la gran pantalla. El realizador Jalil Lespert acude a él en 2013 para el biopic sobre Yves Saint Laurent. Ese mismo año, Kim Chapiron, le pedirá que alimente ciertos pasajes de “La crème de la crème”. La realizadora iraní Sepideh Farsi, también solicitará sus servicios para vestir de notas “Red Rose” en 2014.
En 2017, Maalouf firma la banda sonora original del film franco-japonés “Vers la lumière” (“Hacia la luz”), el cual estará en la selección oficial del Festival de Cannes de ese mismo año.
El 14 de marzo de 2018 también firmará la música del tercer largometraje de Claus Drexel, “America”. El documental será nominado a los César en la categoría de “Mejor película documental”.
En 2019, Ibrahim realizará la banda sonora de dos películas que se proyectarán en los cines a partir del 27 de febrero: “Celle que vous croyez” (“Clara y Claire”) de Safy Nebbou y “Jusqu ́ici tout va bien” (“Bienvenidos al barrio”) de Mohamed Hamidi.
Ibrahim Maalouf es al mismo tiempo el realizador de la BS del film “Une belle équipe” (2020). Realizada también por Mohamed Hamidi y con Kad Merad en el reparto como actor principal.

### Composiciones escritas
• Point 33 (2012) - Obra para trompeta microtonal solista junto a orquesta sinfónica y coro infantil.
• Hildegarde - Recompositions (2014) – Una decena de poemas d ́Hildegarde de Bingen dispuestos con música para coro infantil, 4 trompetas, 4 trombones, timbales, zarb iraní y trompeta microtonal.
• “Parachute” (2015) - Obra para orquesta sinfónica, piano y trompeta solo.
• “Métamorphise”(2013) - Obra para trompeta microtonal, solista y quinteto de trompetas.
• “Fanny Trip” - Obra para conjunto de música de cámara.
• “Un automne à Paris” (2015) - Obra de Louane, letras de Amin Maalouf, canción
en homenaje a las víctimas del terrorismo.

## Discografía
- 2007 : Diásporas (Mi'ster Ibe)
- 2009 : Diachronism (Mi'ster Ibe)
- 2011 : Diagnostic (Mi'ster Ibe)
- 2012 : Wind (Mi'ster ibe)
- 2013 : Illusions (Mi'ster Ibe)
- 2014 : Au Pays d'Alice (Mi'ster Ibe)
- 2015 : Red & Black Light (Mi'ster Ibe)
- 2015 : Kalthoum (Mi'ster Ibe)
- 2016 : 10 ans de live! (Mi'ster Ibe)
- 2017 : Dalida by Ibrahim Maalouf (Mister Ibé)
- 2018 : 14.12.16 - Live In Paris (Mister Ibé)
- 2018 : Levantine Symphony No.1 (Mi'ster Ibe)
- 2019 : S3NS (Mister Ibé)

### Colaboraciones
- 2002 : Amadou et Mariam, Wati
- 2002 : Dupain, Camina
- 2003 : Lhasa de Sela, The Living Road
- 2003 : Disiz la Peste, Jeu de société
- 2003 : Thomas Fersen, Pièce montée des grands jours
- 2003 : Las Ondas Marteles, Y después de todo
- 2003 : Matthieu Chedid, Qui de nous deux
- 2004 : Franck Monnet, Au grand jour
- 2004 : Ángel Parra, Chante Pablo Neruda
- 2004 : Jeanne Cherhal, Douze fois par an
- 2004 : Vincent Delerm, Kensigton Square
- 2004 : François Audrain, Chambres lointaines
- 2004 : Amadou et Mariam, Dimanche à Bamako
- 2005 : Arthur H, Adieu tristesse
- 2006 : Vincent Delerm, Les Piqûres d'araignées
- 2006 : Seb Martel, Coitry
- 2006 : Enrico Macias, La Vie populaire
- 2007 : Vanessa Paradis, Divinidylle
- 2007 : Toufic Farroukh, Tootya
- 2007 : Vincent Delerm, Live à la Cigale
- 2007 : Vincent Delerm, Favourite Songs
- 2007 : Mamia Cherif, Double vie
- 2008 : Bumcello, Lychee Queen
- 2008 : Trombamania, Soléa
- 2008 : Georges Moustaki, Solitaire
- 2008 : Vincent Delerm, Quinze chansons
- 2008 : Abed Azrié, Mystic
- 2008 : Tryo, Ce que l'on sème
- 2009 : Yom, Unue
- 2009 : Smadj, Selin
- 2009 : Saule, Western
- 2009 : Salif Keita, La Différence
- 2009 : Sting, If on a Winter's Night
- 2009 : Steve Shehan, Awalin'
- 2011 : Kiran Ahluwalia, Aam Zameen
- 2011 : Piers Faccini, My Wilderness
- 2011 : Kiran Ahluwalia, Aam Zameen: Common Ground
- 2011 : Laurent David, "The Way Things Go"
- 2012 : Haïdouti Orkestar, Dogu
- 2012 : Zerrad Trio, Les Îles du désert
- 2012 : Ernesto Puentes, Gracias
- 2012 : Juliette Gréco, Ça se traverse et c'est beau
- 2012 : Kivilcim, Ehlikeyf
- 2012 : Stéphane Chausse, Bretrand Larjudie, Kinematics
- 2013 : Steve Shehan, Hang with You
- 2013 : Stéphane Chausse et Bertrand Lajudie, Kinematics
- 2013 : Trilok Gurtu, Spellbound
- 2013 : David Linx et Diederik Wissels, Winds of Change
- 2013 : Grand Corps Malade, Funambule
- 2014 : Daniel Goyone, Goyone Blues
- 2014 : HollySiz, My Name Is (In Between Lines Edition)
- 2014 : 20Syl, Motif EP
- 2015 : Cheikh Lô, Balbalou
- 2015 : Natacha Atlas, Myriad Road
- 2016 : Eric Legnini, Waxx Up
- 2016 : Frank Woeste, Pocket Rhapsody
- 2016 : Various Artists, Tribute Bob Marley - La Légende
- 2017 : Eddy Mitchell, M'man sur La Même Tribu
- 2017 : Matthieu Chedid, Lamomali
- 2018 : Madame Monsieur, Morts ou vifs
- 2018 : Fakear, Sacred feminine sur All Glows
- 2018 : Stéphane Galland, Memetics
- 2018 : Liza Ekdahl, More of the Good
- 2018 : Féfé et Leeroy, 365 jours
- 2019 : Baptiste Trotignon, Up for it
- 2020 : Tryo ft. Vianney, Serre-moi XXV
- 2020 : David Walters, Pa Lé

## Filmografía

### Como compositor

#### Largometrajes
- 2011 : La Proie du vent de René Clair (nouvelle partition)
- 2013 : Red Rose de Sepideh Farsi
- 2014 : Yves Saint Laurent de Jalil Lespert
- 2014 : La Crème de la crème de Kim Chapiron
- 2016 : La Vache de Mohamed Hamidi
- 2016 : Dans les forêts de Sibérie de Safy Nebbou
- 2016 : Je vous souhaite d'être follement aimée d'Ounie Lecomte
- 2017 ː Vers la lumière de Naomi Kawase
- 2018 ː America de Claus Drexel
- 2019 ː Celle que vous croyez de Safy Nebbou
- 2020 ː Une Belle Équipe de Mohamed Hamidi

#### Cortometrajes
- 2010 : L'Homme du Pont Levant de Claudio Todeschini
- 2011 : Octobre noir ou Malek, Saïd, Karim et les autres... de Florence Corre et Aurel
- 2012 : Comme une ombre de Baptiste Debraux
- 2013 : Jardin des deux rives d'Amel El Kamel
- 2015 : Run the World (Girls) de Jérôme de Gerlache (à la fois court métrage et clip pour sa reprise de Run the World (Girls) de Beyoncé) - également scénariste et acteur
- 2017 : Ensemble, c'est possible! de Safy Nebbou
- 2018 : La Hchouma d'Archaf Ajraoui

### Como músico
Outre ses propres compositions, Ibrahim Maalouf a participé à plusieurs bandes originales en tant qu'interprète :
- 2006 : Transylvania de Tony Gatlif,
- 2009 : Home de Yann Arthus-Bertrand
- 2015 : Human de Yann Arthus-Bertrand

## Distinciones

### Recompensas
- 2017 : César de la meilleure musique originale pour Dans les forêts de Sibérie
- 2017 : Victoire du spectacle musical, tournée ou concert pour Red and Black Light
- 2017 : Prix Lumières de la meilleure musique de film pour Dans les forêts de Sibérie
- 2014 : Grand prix Sacem du jazz
- 2014 : Victoire de l'album de musiques traditionnelles ou de musiques du monde pour Illusions
- 2013 : Victoire de l'Artiste de l'année[2] aux Victoires du jazz
- 2011 : Jeune artiste œuvrant pour le dialogue interculturel entre les mondes arabe et occidental par l'UNESCO
- 2010 : Victoire de la révélation instrumentale de l'année (prix Frank Ténot) aux Victoires du jazz

### Nominaciones
- 2015 : César de la meilleure musique originale pour Yves Saint Laurent